# Пуглед-при-Карловиці
Пуглед-при-Карловиці (словен. Pugled pri Karlovici) — поселення в общині Рибниця, регіон Південно-Східна Словенія, Словенія.